# Antónivka (Varash)
Antónivka (ucraniano: Анто́нівка; polaco: Antonówka) es un municipio rural y pueblo de Ucrania, perteneciente al raión de Varash en la óblast de Rivne.
En 2020, el municipio tenía una población de 5677 habitantes, de los cuales unos mil cuatrocientos vivían en la capital municipal homónima y el resto repartidos en tres pedanías. El municipio se fundó en 2020 mediante la fusión de los hasta entonces consejos rurales de Antónivka (con su pedanía Chakva) y Velyki Tseptsévychi (con su pedanía Netreba).
El pueblo se ubica unos 25 km al este de Varash, sobre la carretera T1817 y junto al río Horýn.

## Historia
La localidad fue fundada en 1833 como un pequeño shtetl de la Zona de Asentamiento del Imperio ruso, y hasta la primera mitad del siglo XX estuvo casi exclusivamente habitada por judíos. En su origen pertenecía a la vólost de Horodets del uyezd de Lutsk de la gobernación de Volinia. En 1941, los invasores alemanes crearon aquí un gueto en el que encerraron a cinco mil judíos, que en 1942 fueron asesinados en Kostópil. Posteriormente, el asentamiento original fue destruido por el Ejército Insurgente Ucraniano, que en 1943 quemó la localidad por dar refugio a los polacos que huían de la masacre de polacos en Volinia. La RSS de Ucrania, tras derrotar a los insurgentes en la década de 1940, repobló Antónivka con ucranianos. Hasta 2020 pertenecía al raión de Volodýmyrets.